# Álvaro Covacevich
Álvaro J. Covacevich (Santiago, 3 de noviembre de 1933) es un cineasta y paisajista chileno radicado en México. Es principalmente reconocido por sus largometrajes documentales que abordaron problemáticas sociopolíticas de Chile y América, y por ser un impulsor constante de la cultura chilena.

## Biografía
Inició sus estudios superiores en la carrera de Agronomía de la Universidad de Chile, la cual abondonó para ingresar a Arquitectura en la misma universidad, donde además fundó las asignaturas de Paisajismo Aplicado y de Decoraciones Exteriores en la Escuela de Artes Aplicadas de la Facultad de Bellas Artes.
Por mucho tiempo sus cintas se encontraban incompletas debido a la represión y persecución política tras el golpe de Estado de 1973; consecuencia que lo impulsó a abandonar su país e instalarse  en  México, donde vive hasta la actualidad, aunque siempre permaneció conectado a la vida chilena.

## Filmografía
| Año  | Título                                   | Acreditado como | Acreditado como | Acreditado como | Acreditado como | Notas                                                                                        | Ref(s) |
| Año  | Título                                   | Director        | Productor       | Guionista       | Otro            | Notas                                                                                        | Ref(s) |
| ---- | ---------------------------------------- | --------------- | --------------- | --------------- | --------------- | -------------------------------------------------------------------------------------------- | ------ |
| 1966 | Morir un poco                            | Sí              | Sí              | Sí              | No              | Con música de su autoría                                                                     | [ 3 ]  |
| 1968 | La revolución de las flores ("New Love") | Sí              | No              | Sí              | Sí              | Con música de su autoría                                                                     | [ 4 ]  |
| 1972 | El diálogo de América                    | Sí              | No              | No              | No              | Realizado durante el gobierno de Salvador Allende, sobre sus conversaciones con Fidel Castro | [ 5 ]  |
| 1973 | Chile, el gran desafío                   | Sí              | No              | Sí              | Sí              | Registra la gira de Salvador Allende por México, Argelia, URSS, Estados Unidos y Cuba        | [ 6 ]  |
| 1976 | La odisea de los Andes                   | Sí              | No              | No              | No              | Con guion de Mario Vargas Llosa                                                              | [ 7 ]  |